# Otto Falckenberg
Otto Falckenberg (né le 5 octobre 1873 à Coblence et mort le 25 décembre 1947 à Munich) est un réalisateur, metteur en scène de théâtre, et écrivain allemand.

## Biographie
Lui-même fils d'Otto Falckenberg, éditeur de musique à la cour, et de son épouse Auguste, née Nedelmann, il a commencé comme apprenti en 1891 au magasin de musique de son père, dont il tient ensuite une succursale à Berlin. À partir de 1894 à Berlin, puis de 1896 à Munich, il étudie la philosophie et l'histoire, l'histoire de la littérature et de l'art.
À cette époque, il écrit des pièces de théâtre, parmi lesquelles Rédemption (Erlösung), drame créé en 1899 par l’Akademisch-Dramatischen Verein au Schauspielhaus de Munich. Cette même année, il publie un volume de poésie Morgenlieder - Gedichte chez Eugen Diederichs (de) à Leipzig. Cofondateur et secrétaire du Goethe-Bund (de), il édite en 1900 Das Buch von der Lex Heinze (de), livre important dans les débats sur la censure en Allemagne à l'époque. Il est alors metteur en scène de l’Akademisch-Dramatischen Verein.
En 1901, il est cofondateur du cabaret littéraire Les Onze Bourreaux, auquel il participe jusqu'en 1903 comme un écrivain, acteur et metteur en scène. En 1903, il devient écrivain et metteur en scène à son propre compte pour le Neu Verein et se retire à Emmering pour écrire.
En 1908, c'est la création de sa pièce Doktor Eisenbart à Mannheim. En 1909, il publie une édition de l'œuvre dramatique de Schiller. En 1915 Erich Ziegel l'engage comme directeur et dramaturge au Kammerspiele de Munich, et il en sera le directeur de 1917 à 1944, y compris pour la direction artistique.
Il a eu une influence durable sur le monde du théâtre de Munich, en particulier par ses mises en scène de Shakespeare et de Strindberg. En 1922, il est le premier à créer la pièce de Bertolt Brecht, Tambours dans la nuit. C'est lui qui découvre de nombreux acteurs comme Berta Drews, Elisabeth Flickenschildt, Maria Nicklisch (de), Käthe Gold, Therese Giehse, Will Dohm (de), Heinz Rühmann, Edith Schultze-Westrum, O. E. Hasse, Axel von Ambesser, Carl Wery et Horst Caspar.
À l'époque du nazisme, il est arrêté brièvement en 1933, mais vite libéré et crée en 1936 la pièce antisémite d'Eberhard Wolfgang Möller, Rothschild a gagné à Waterloo (Rothschild siegt bei Waterloo) ; il reçoit alors le titre de Directeur de théâtre d'État et la médaille Goethe pour l'art et la science. En 1943, il est nommé professeur. Hitler le nomme en 1944 dans la Gottbegnadeten-Liste des artistes irremplaçables du Reich, et parmi les quatre acteurs de théâtre les plus importants.
Après la fin de la Seconde Guerre mondiale, il est interdit de mise en scène en 1945, mais réhabilité en 1947. Il donne aussi des leçons de théâtre à Starnberg.
Après sa mort, l'école lié au Kammerspiele de Munich a été nommée l'école Otto-Falckenberg (de).

### Vie familiale
Il a été marié trois fois :
- en 1903 avec Wanda Kick, de laquelle il a deux enfants, dont Regina, Gina Falckenberg (de) (1907-1996), actrice et écrivain ;
- en 1920 avec l'actrice Sybille Binder ;
- en 1924 avec Gerda Mädler.